# U-258
| U-258                                                                                    | U-258 | U-258 |
| ---------------------------------------------------------------------------------------- | --- | --- |
|                                                                                          | | |
|                                                                                          | | |
|                                                                                          | | |
| Під прапором                                                                             | Третій Рейх | Третій Рейх |
| Спуск на воду                                                                            | 13 грудня 1941 року                                                                                                | 13 грудня 1941 року                                                                                                |
| Виведений зі складу флоту                                                                | 20 травня 1943 року                                                                                                | 20 травня 1943 року                                                                                                |
| Сучасний статус                                                                          | затоплений | затоплений |
| Бойовий досвід                                                                           | Друга світова війна Битва за Атлантику                                                                             | Друга світова війна Битва за Атлантику                                                                             |
| Проєкт                                                                                   | | |
| Тип ПЧ                                                                                   | середній торпедний ДПЧ                                                                                             | середній торпедний ДПЧ                                                                                             |
| Вартість                                                                                 | 4 714 000 ℛℳ | 4 714 000 ℛℳ |
| Основні характеристики                                                                   | | |
| Швидкість (надводна)                                                                     | 17,9 вузла | 17,9 вузла |
| Швидкість (підводна)                                                                     | 8 вузлів | 8 вузлів |
| Робоча глибина занурення                                                                 | 100 м | 100 м |
| Гранична глибина занурення                                                               | 220 м | 220 м |
| Автономність плавання                                                                    | 135—174 км на швидкості 4 вузли (в підводному положенні) 11 470 км на швидкості 10 вузлів (у надводному положенні) | 135—174 км на швидкості 4 вузли (в підводному положенні) 11 470 км на швидкості 10 вузлів (у надводному положенні) |
| Екіпаж                                                                                   | 44—60 осіб | 44—60 осіб |
| Розміри                                                                                  | | |
| Довжина найбільша (по КВЛ)                                                               | 67,1 м | 67,1 м |
| Ширина корпусу найб.                                                                     | 6,2 м | 6,2 м |
| Висота                                                                                   | 9,6 м | 9,6 м |
| Середня осадка (по КВЛ)                                                                  | 4,74 м | 4,74 м |
| Водотоннажність надводна                                                                 | 769 т | 769 т |
| Силова установка                                                                         | | |
| дизель-електрична; 2 дизельних двигуни MAN M 6 V 40/46, 2 електродвигуни BBC GG UB 720/8 | | |
| Гвинти                                                                                   | 2 | 2 |
| Потужність                                                                               | 2 × 2100—2310 к.с. (дизелі) 2 × 750 к.с. (електродвигуни)                                                          | 2 × 2100—2310 к.с. (дизелі) 2 × 750 к.с. (електродвигуни)                                                          |
| Озброєння                                                                                | | |
| Артилерія                                                                                | 1 × 88-мм палубна гармата SK C/35                                                                                  | 1 × 88-мм палубна гармата SK C/35                                                                                  |
| Торпедно- мінне озброєння                                                                | 4 носових і один кормовий ТА 14 торпед або 26 мін TMA                                                              | 4 носових і один кормовий ТА 14 торпед або 26 мін TMA                                                              |
| ППО                                                                                      | 1 × 37-мм зенітна гармата Flak M42 2 × 20-мм зенітні гармати FlaK 30                                               | 1 × 37-мм зенітна гармата Flak M42 2 × 20-мм зенітні гармати FlaK 30                                               |

U-258 — німецький підводний човен типу VIIC часів  Другої світової війни.
Замовлення на будівництво човна було віддане 23 грудня 1939 року. Човен був закладений на верфі суднобудівної компанії «Bremer Vulkan-Vegesacker Werft» у місті Бремен-Вегесак 20 березня 1941 року під заводським номером 23, спущений на воду 13 грудня 1941 року, 4 лютого 1942 року увійшов до складу 5-ї флотилії. Також під час служби входив до складу 3-ї флотилії. Єдиним командиром човна був капітан-лейтенант Вільгельм фон Мессенгаузен.
Човен зробив 4 бойових походи, в яких потопив одне судно.
Потоплений 20 травня 1943 року у Північній Атлантиці південніше мису Фарвель (55°18′ пн. ш. 27°49′ зх. д. / 55.300° пн. ш. 27.817° зх. д.) глибинними бомбами британського «Ліберейтора» зі 120-ї ескадрильї ВПС Великої Британії. Всі 49 членів екіпажу загинули.

## Потоплені та пошкоджені кораблі[3]
| Назва      | Тип            | Належність | Дата           | Тоннаж (БРТ) | Вантаж                        | Статус    | Місце                                                       |
| McKeesport | вантажне судно | США        | 29 квітня 1943 | 6 198        | 2000 т піску у якості баласту | потоплено | 60°52′ пн. ш. 34°20′ зх. д. / 60.867° пн. ш. 34.333° зх. д. |